# Welcome to the Dollhouse
Welcome to the Dollhouse är en amerikansk långfilm från 1995 med regi och manus av Todd Solondz. Den hade Sverigepremiär den 1 augusti 1997.

## Handling
Dawn Wiener är en osäker sjundeklassare som ständigt utsätts för mobbning och förnedring. Hennes skåp i skolan är nedklottrat och inte ens andra utsatta elever på skolan vill veta av henne. Hon har en smart äldre bror, Mark, som spelar klarinett i ett garageband, en bortskämd lillasyster, Missy, som retar gallfeber på henne, och två föräldrar som ständigt vänder sig emot henne. Dawn har bara en enda vän, Ralphy, som hon brukar träffa i sitt hemmagjorda klubbhus på tomten.
Trots alla motgångar tar hon mod till sig för att försöka få till det med Steve, en av de coola killarna som Mark lyckats muta till bandet. Hon börjar kartlägga hans tidigare relationer. Brandon, en mobbare i klassen, försöker utnyttja Dawn och ta kontroll över henne. Efter en konflikt hotar han plötsligt med att våldta henne, även om det inte är tydligt ifall han menar allvar. Dawn är inte rädd för Brandon, utan tänker mest på hur hon ska kunna vinna Steve och fantiserar om att ett mirakel ska ske, som gör henne till familjens hjälte.

## Roller
| Heather Matarazzo  | – Dawn Wiener      |
| Daria Kalinina     | – Missy Wiener     |
| Matthew Faber      | – Mark Wiener      |
| Angela Pietropinto | – Mrs. Wiener      |
| Bill Buell         | – Mr. Wiener       |
| Brendan Sexton jr. | – Brandon McCarthy |
| Eric Mabius        | – Steve Rodgers    |
| Rica Martens       | – Mrs. Grissom     |
| Victoria Davis     | – Lolita           |
| Christina Brucato  | – Cookie           |
| Christina Vidal    | – Cynthia          |
| Siri Howard        | – Chrissy          |
| Telly Pontidis     | – Jed              |
| Herbie Duarte      | – Lance            |
| Scott Coogan       | – Troy             |
| Josiah Trager      | – Kenny            |
| Ken Leung          | – Barry            |
| Dimitri Iervolino  | – Ralphy           |
| Zsanne Pitta       | – Ginger Friedman  |

## Mottagande
Welcome to the Dollhouse har fått goda recensioner av svenska filmkritiker. Nöjesguiden kallade den en av årets absolut bästa filmer och gav den 5 av 6 i betyg.